# Gérard Grégoire
Pour les articles homonymes, voir Grégoire.
Gérard Grégoire est un footballeur français né le 6 février 1949 à Neuves-Maisons (Meurthe-et-Moselle) et mort le 23 octobre 1980 à Dole. Joueur emblématique du Troyes AF, ce joueur était défenseur, mais jouait parfois milieu de terrain.

## Biographie
Gérard Grégoire commence sa carrière à l'AS Nancy-Lorraine. Il joue ensuite pendant huit saisons en faveur du Troyes AF. Il évolue par la suite à Épinal, avant de rejoindre l'US Tavaux-Damparis.
Le 23 octobre 1980, il s'écroule à la fin de l'entraînement et ne peut être ranimé.
Il dispute un total de 100 matchs en Division 1, inscrivant un but.

## Carrière de joueur
- 1969-1971 :  AS Nancy-Lorraine
- 1971-1979 :  Troyes Aube Football
- 1979-1980 :  Stade athlétique spinalien
- 1980-1981 :  US Tavaux Damparis

## Palmarès
- Vice-Champion de France D2 en 1973 avec le Troyes AF